# Medlenke
Medlenke (znanstveno ime Hebeloma) so rod gliv iz družine koreninark (Hymenogastraceae). Umestitev rodu medlenk znotraj taksonomskega drevesa gliv se je skozi čas spreminjala. Zgodovinsko gledano je bila najpogosteje uvrščena v red listarjev (Agaricales), vendar je bila uvrščena tudi v red Cortinariales, ki je bil kasneje opuščen. Najnovejša umestitev ga uvršča v družino koreninark znotraj redu listarjev.
Rodovno ime je sestavljeno iz starogrške besede ἥβη, hēbē, dob. »mladost, puberteta« in pripone λόμα, -loma, dob. »obrobje«, ki se nanaša na zastiralce oziroma kopreno, ki se pri mladih gobah rasteza med robom klobuka in betom.

## Značilnosti
Oblika klobuka je polkrogla in pri mladih osebkih razširjena. Prisotnost grbice na sredini značilna za mnoge vrste. Površina je v glavnem gladka, čeprav je včasih puhastega videza z dolgotrajnimi ostanki univerzalne koprene. Na površini ima sluzasto plast, ki pa se lahko hitro izsuši, vendar na klobuku pogosto ostanejo prilepljeni listi in drugi ostanki. Barva zrelega klobuka se spreminja od bele do sive in rjave z občasnimi rumenimi, oranžnimi, rožnatimi ali rdečimi odtenki. Nekatere vrste imajo klobuk bolj ali manj enakomerno obarvan, druge pa imajo izrazit consko večbarvno obarvan klobuk. Za razločevanje posameznih vrst je barva na sredini klobuka najpomembnejša. Pikasti madeži, običajno blizu roba, niso neobičajni.
Način pritrditve lističev na bet je zalo različna, večinoma so pritrjene z robom in le redko porasle po betu navzdol. Število lističev, ki se raztezajo po celotni dolžini od roba klobuka do beta je pomemben določevalni podatek. Pri mladih gobah so lističi beli ali sivkasto rjavkasti, zreli primerki pa so običajno motno rjave barve. Pri nekaterih vrstah se lahko na ostrinki lističev oblikujejo kapljice različnih velikosti in so uporaben določevalni znak, ki na splošno odraža obliko in velikost heilocistid. Koristen podatek je tudi odsotnost kapljic; tako je na primer velika medlenka najdena v Evropi in nima kapljic zelo verjetno redkvičasta medlenka (Hebeloma sinapizans).
Bet je po navadi cilindrične oblike, nekatere vrste pa imajo čebulasto dno, kot na primer redkvičasta medlenka (Hebeloma sinapizans). Nekatere vrste, kot je na primer korenasta medlenka (Hebeloma radicosum), imajo dolg podzemen koreninast zožen del in so povezane s podzemnimi gnezdi ali trupli sesalcev, ko so na primer krti.. Bet je vedno suh in rahlo do grobo vlaknast. Prisotnost kavlocistidij je zelo pomembna razločevalna lastnost, zaradi katere je steblo videti luskasto in kosmičasto.
Mlade medlenke imajo  s pajčevinasto do volnasto ali membransko univerzalno tančico oziroma kopreno in pri odraslih gobah lahko pusti sledi na klobuku in spodnjemu delu deta.
Barva mesa je običajno bela, rumenkasta ali nekaj odtenkov rjave, a se lahko med zorenjem razbarva.
Mnoge vrste imajo svoj značilen vonj, ki je pomemben dejavnik pri njihovem razlikovanju, medtem ko se okus zaradi domnevne toksičnosti številnih vrst po navadi ne preverja.

## Seznam medlenk Slovenije[6]
- pogoriščna medlenka (Hebeloma anthracophilum)
- rožnata medlenka (Hebeloma birrus)
- votlobetna medlenka (Hebeloma cavipes)
- kolobarna medlenka (Hebeloma circinans)
- belobetna medlenka (Hebeloma clavulipes)
- solzeča medlenka (Hebeloma crustuliniforme)
- kopučasta medlenka (Hebeloma fastibile)
- šotna medlenka (Hebeloma helodes)
- zimska medlenka (Hebeloma hiemale)
- zoprna medlenka (Hebeloma ingratum)
- kakavna medlenka (Hebeloma laterinum)
- vrbina medlenka (Hebeloma leucosarx)
- obledela medlenka (Hebeloma malenconii)
- dvobarvna medlenka (Hebeloma mesophaeum)
- bledikasta medlenka (Hebeloma ochroalbidum)
- pusta medlenka (Hebeloma pallidoluctuosum)
- krhkobetna medlenka (Hebeloma pseudofragilipes)
- pritlikava medlenka (Hebeloma pusillum)
- korenasta medlenka (Hebeloma radicosum)
- močvirska medlenka (Hebeloma remyi)
- sladkobna medlenka (Hebeloma sacchariolens)
- škrlatnotrosna medlenka (Hebeloma sarcophyllum)
- redkvičasta medlenka (Hebeloma sinapizans)
- temnodniščna medlenka (Hebeloma sordescens)
- bodalasta medlenka (Hebeloma spoliatum)
- milnata medlenka (Hebeloma subsaponaceum)
- cimetasta medlenka (Hebeloma theobrominum)
- toporoba medlenka (Hebeloma vaccinum)
- luskobetna medlenka (Hebeloma versipelle)